# Хелена Рашова
Хелѐна Рашо̀ва (на полски: Helena Rasiowa) е полска математичка и логичка с приноси в областта на основите на математиката и алгебричната логика.

## Ранни години
Родена е на 20 юни 1917 година във Виена в семейството на родители поляци. Веднага след като Полша си възвръща независимостта през 1918 година, семейството се установява във Варшава. Бащата на Хелена бил железопътен специалист.
Рашова проявява много и разностранни интереси – от музика до бизнес управление, а най-значимият от интересите ѝ се оказва математиката. През 1938 година, политическата обстановка не е много благоприятна за постъпване в университет. На следващата година Рашова дори трябва да прекъсне следването си, тъй като след 1939 година в Полша никаква легална форма на обучение не е била възможна. Много хора напускат страната, или най-малкото големите градове, които са обект на бомбардировки и терор от страна на германците. Семейството на Рашова също се изселва, прекарва една година в Лвов. След съветската инвазия през септември 1939 година, баща ѝ решава семейството да се върне във Варшава.

## Академично развитие
Рашова попада под силното влияние на полската логическа школа. Тя пише магистърски тезис под ръководството на големия полски математик и логик Ян Лукашевич и Болеслав Собочински. През 1944 избухва Варшавското въстание и впоследствие Варшава е почти напълно разрушена. Тезисът на Рашова изгаря заедно с цялата ѝ къща. Тя самата оцелява заедно с майка си, двете скрити в избата, затрупана от руините на разрушения им дом.
След края на Втората световна война полската математика постепенно започва да възвръща позициите си. Онези математици, които остават в страната (понеже една много голяма част емигрират завинаги в Щатите), смятат за свой дълг да възстановят полската университетска и научна общност. Една от важните предпоставки за това е да бъдат възстановена математическата колегия. Рашова, която междувременно е приела учителски пост в гимназия, среща проф. Анджей Мостовски, който я убеждава да се завърне в университета. През 1945 година тя пренаписва наново магистърския си тезис и на следващата година започва работа като асистент във Варшавския университет – институция, с която тя остава свързана през останалата част от живота си.
В университета Рашова подготвя и през 1950 година защитава докторската си дисертация на тема „Алгебричен подход към функционалния анализ на Луис и Хейтинг“ с научен ръководител проф. Мостовски. Този труд посочва пътя на Рашова към основната област на бъдещите ѝ научни изследвания: алгебричните методи в математическата логика. През 1956 година тя защитава голяма докторска (хабилитационен труд) в Института по математика на Полската академия на науките, където между 1954 и 1957 година заема поста доцент. През 1957 година става професор, а през 1967 година – пълен професор. За израстването в последната степен, тя представя две статии, „Алгебрични модели на аксиоматичните теории“ и „Конструктивни теории“, които заедно оформя в труда „Алгебрични модели на елементарните теории и техните приложения“.

## Значими трудове
- The Mathematics of Metamathematics (1963), съвместно с Роман Сикорски)
- An Algebraic Approach to Non-Classical Logics (1974)

На български е преведена и публикувана през 1972 година книгата ѝ „Елементи на теорията на множествата и математическа логика“.